# Geometry Dash SubZero
Geometry Dash SubZero es un videojuego móvil spin-off de la saga Geometry Dash gratuito del género plataformas de 2017. Desarrollado por el sueco Robert Topala conocido como "RobTop" o "RubRub" y posteriormente desarrollado por su empresa RobTop Games. Su lanzamiento se produjo el 21 de diciembre de 2017 para las plataformas iOS y Android.

## Jugabilidad
Geometry Dash SubZero utiliza la misma jugabilidad que el videojuego original, Geometry Dash; se debe tocar la pantalla para saltar y esquivar obstáculos para llegar al final de un nivel.
Este spin-off presenta tres niveles, con monedas secretas, las cuales si el jugador las consigue; al completar el nivel será recompensado con ellas más las estrellas del respectivo nivel. Las longitudes de los niveles son de aproximadamente 1:20 a 1:50 minutos.
Este juego es prácticamente idéntico al Geometry Dash original, salvo por la función de algunos orbes, la nueva existencia de portales con distinto aspecto, la función de alejar o acercar la cámara y más comandos con más bloques. 
| Cosas modificadas en este spin-off y adelanto de la 2.2 de Geometry Dash: |                                                                                         |
| ------------------------------------------------------------------------- | --------------------------------------------------------------------------------------- |
| Orbes                                                                     | Poseen nuevas funciones como cambiar la orientación de derecha a izquierda y viceversa. |
| Comandos                                                                  | Permiten acercar y/o alejar más la cámara, el modo "minijuego".                         |
| Nuevos aspectos                                                           | Portales, que ahora pueden aparecer con dos aspectos.                                   |

## Banda sonora
Las canciones de los niveles fueron hechas por: MDK, Bossfight, BoomKitty y OcularNebula, las cuales algunas fueron modificadas por RobTop.
| Lista de canciones |                            |          |  |
| N.º                | Título                     | Duración |  |
| 1.                 | «Geometry Dash Menu Theme» | 0:30     |  |
| 2.                 | «Stay Inside Me»           | 4:01     |  |
| 3.                 | «Press Start»              | 1:40     |  |
| 4.                 | «Nock Em»                  | 1:46     |  |
| 5.                 | «Power Trip»               | 1:36     |  |

## Desarrollo
El videojuego está programado en lenguaje de programación C++, usando el compilador Cocos2d; siendo estos los mismos componentes que el videojuego original. El videojuego tiene las características de la futura versión 2.2 del videojuego original.
Debido a esto, se han filtrado "versiones crackeadas", que incluyen el modo editor con algunos objetos de la futura 2.2 (los que aparecen en  en GD Subzero).